# Elmo the Mighty

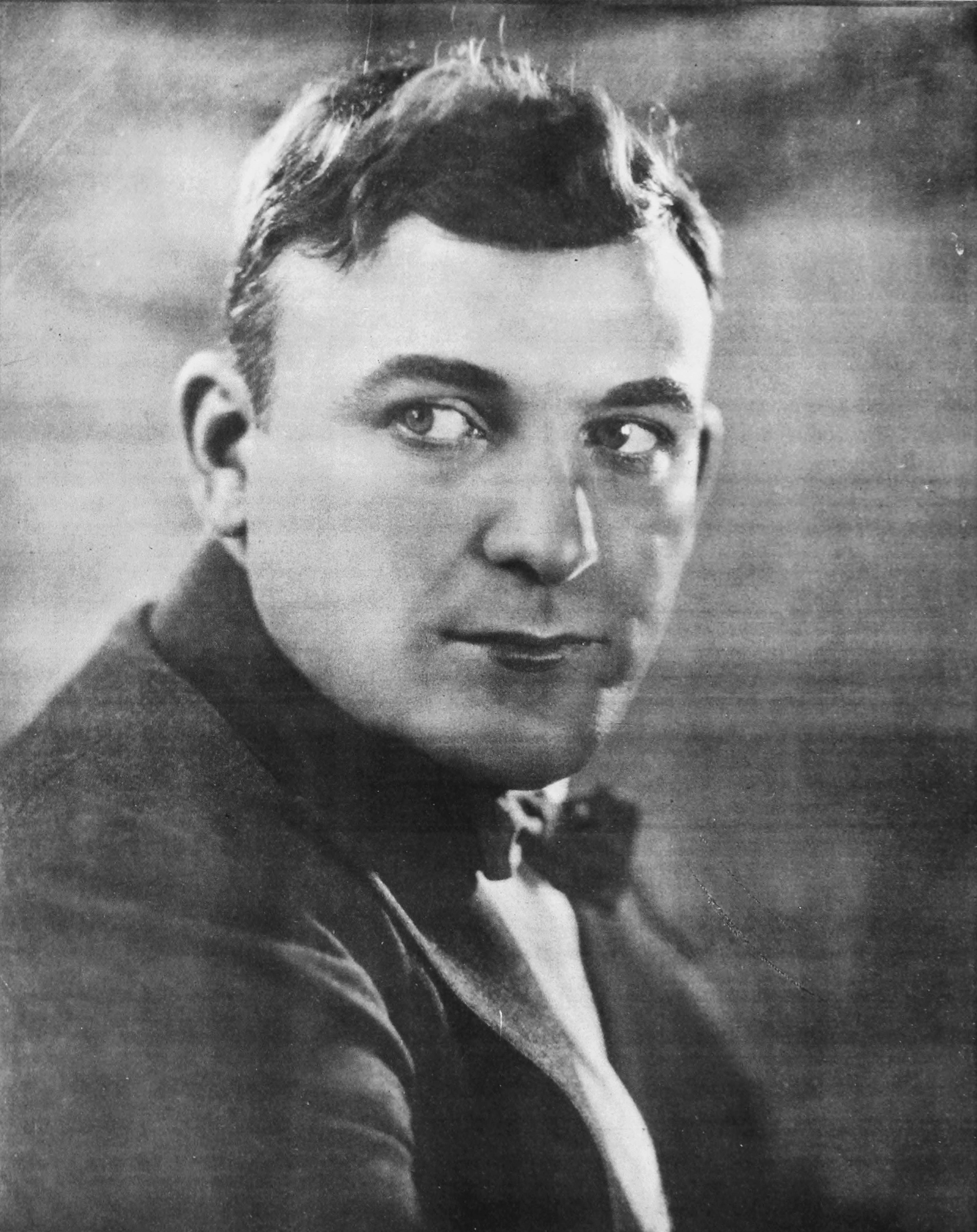
Elmo Lincoln, ator do seriado

Elmo the Mighty é um seriado estadunidense de 1919, no gênero Western, dirigido por Henry MacRae e J. P. McGowan, em 18 capítulos. Produzido pela Great Western Producing Company, distribuído pela Universal Pictures, foi estrelado por Elmo Lincoln e Grace Cunard. O primeiro capítulo, “The Mystery of the Mad Mountain”, foi lançado em 16 de junho de 1919, e o seriado veiculou nos cinemas entre essa data e 13 de outubro de 1919.
Este seriado é considerado perdido.

## Elenco
- Elmo Lincoln - Capitão Elmo Armstrong
- Grace Cunard - Lucille Gray
- Fred Starr
- Virginia Kraft
- Ivor McFadden
- James Cole
- Rex De Rosselli
- William Orlamond
- Bob Reeves
- Madge Hunt
- Grace McLean
- William N. Chapman (creditado W.H. Chapman)
- Chai Hong

## Capítulos
1. The Mystery of Mad Mountain
2. Buried Alive
3. Flames of Hate
4. A Fiendish Revenge
5. The Phantom Rescue
6. The Puma's Paws
7. The Masked Pursuer
8. The Flaming Pit
9. The House of a Thousand Tortures
10. Victims of the Sea
11. The Burning Den
12. Lashed to the Rocks
13. Into the Chasm
14. The Human Bridge
15. Crashing to Earth
16. Parachute Perils
17. The Plunge
18. Unmasked